# Carl Alstadius
Carl Alstadius, född 1651 i Sundsvall, död 1714 i Revsunds socken, var en svensk präst och riksdagsman.

## Biografi
Carl Alstadius var son till Isac Alstadius, en bondson från Alsta i Tuna socken som sedermera blev kyrkoherde i Revunds socken, och Helena Bröms, dotter till Carolus Johannis Bröms. 1671 inskrevs han vid Uppsala universitet och prästvigdes åtta år senare för en tjänst som faderns adjunkt. 1685 efterträdde han denne som kyrkoherde i Revsund.
Han var deputerad för prästerskapet vid riksdagen 1689.
Alstadius var gift två gånger, båda gångerna med döttrar till kyrkoherdar i stiftet. En son överflyttade till Reval och blev liksom sin son senare präst där. Två andra söner blev kyrkoherdar i Jokkmokks socken respektive Brunflo socken.